# Al-Àixraf Kújuk
Al-Màlik al-Àixraf Alà-ad-Din Kújuk ibn an-Nàssir Muhàmmad —àrab: الملك الأشرف علاء الدين كوجك بن الناصر محمد, al-Malik al-Axraf ʿAlāʾ ad-Dīn Kūjuk (o Kačak) ibn an-Nāṣir Muḥammad—, més conegut simplement com al-Àixraf Kújuk, pronunciat Kačak en turc, soldà mameluc bahrita o kiptxak del Caire (1341-1342). Era fill del sultà an-Nàssir Muhàmmad.
Deposat el sultà Al-Mansur Abu-Bakr pel seu nàïb i cunyat Kawsun (agost del 1341) el seu jove germà al-Àixraf, de només sis anys, fou posat al tron sense cap poder. No se sap si Kujuk era el seu nom o el malnom (Kujuk vol dir "Petit"). Quan Kawsun fou deposat al cap de cinc mesos al gener del 1342, el jove sultà fou també deposat i substituït pel seu germà de 24 anys an-Nàssir Xihab ad-Din Ahmad.